# St. Michael (Etterzhausen)

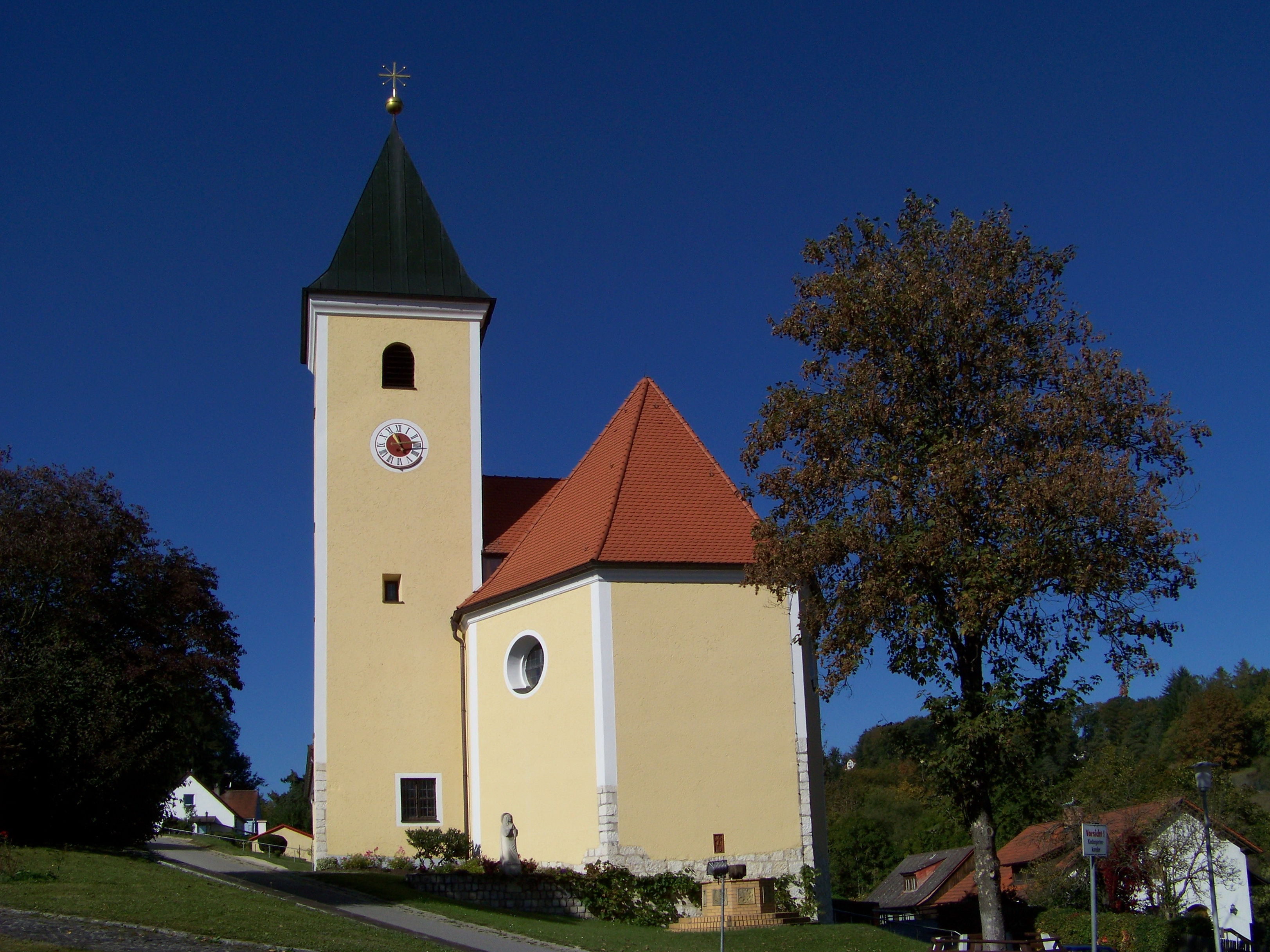
Außenansicht der Expositurkirche St. Michael von Osten

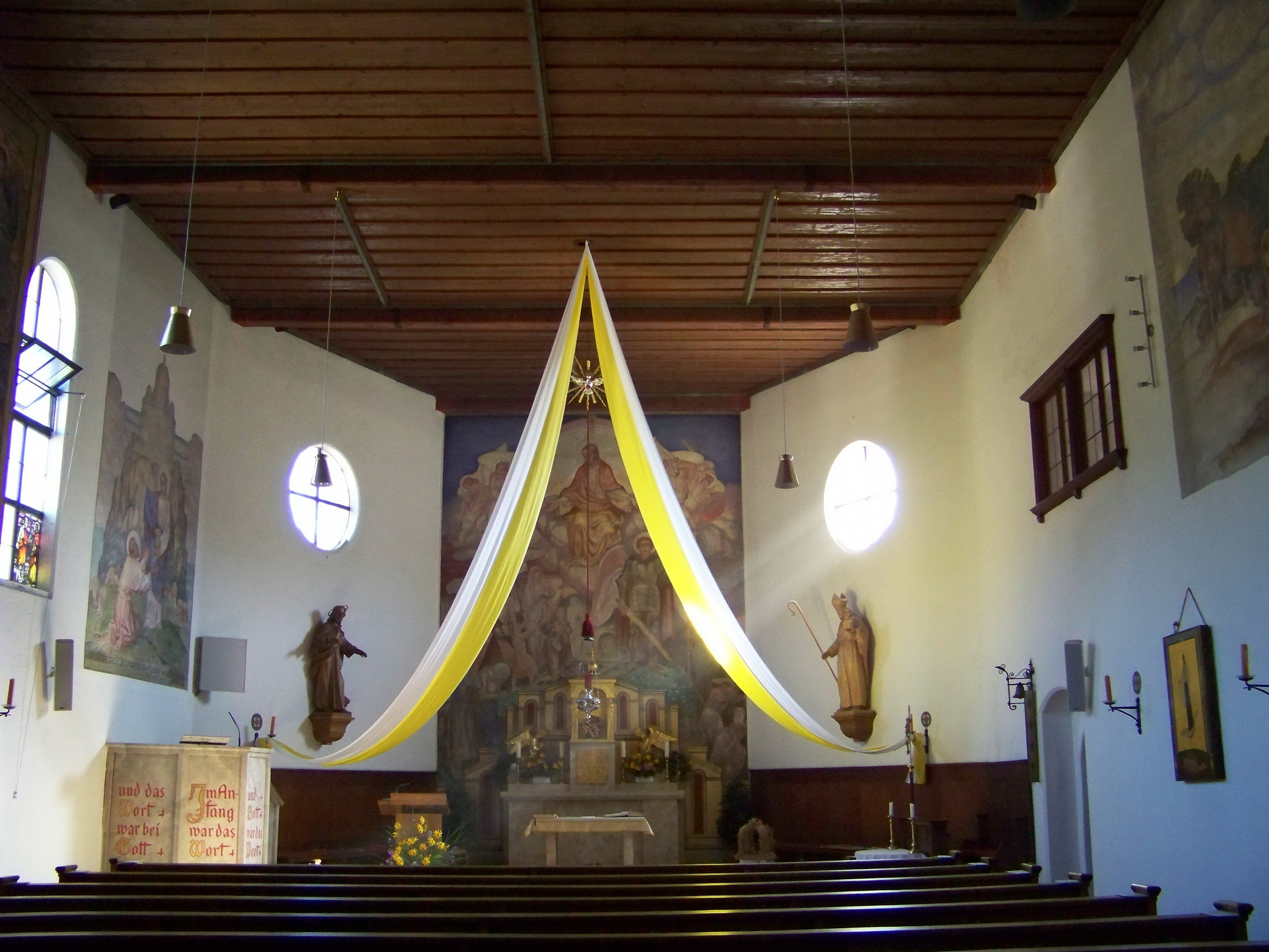
Innenraum

Die römisch-katholische Expositurkirche St. Michael im Gemeindeteil Etterzhausen des Marktes Nittendorf im Oberpfälzer Landkreis Regensburg von Bayern (Kirchbergstraße 9) wurde in den Jahren 1937/38 errichtet.

## Geschichte
1937 wurde der Neubau der Kirche zu Etterzhausen durch den Regensburger Theologieprofessor Michael Waldmann geplant, 1938 wurde dazu der Grundstein gelegt. Die Kirche wurde 1937/38 unter Leitung von dem Architekten Franz Günthner errichtet. Am 5. September 1948 wurde die Kirche durch Bischof Michael Buchberger geweiht.
Die Kirche besitzt eine eigene Marienkapelle mit einer holzgeschnitzten Madonna im Strahlenkranz. Hier ist auch die Flucht der Heiligen Familie nach Ägypten dargestellt.
Im Jahr 1977 fand eine Innenrestaurierung der Kirche St. Michael statt (Elektroinstallation, Erhöhung des Altarraumes, Bestuhlung der Marienkapelle). 1980 wurde die Außenrenovierung der Kirche durchgeführt; dabei wurde das Gebäude neu verputzt, das Kirchendach neu eingedeckt, ein Glockenturm erstellt, eine Turmuhr eingebaut, vier neue Glocken und zusätzlich ein Glockenspiel mit 52 Liedern (dazu acht weitere kleine Glocken) eingerichtet. 1992 wurde das Pfarrhaus renoviert und zu  Pfingsten 1999 eine neue Orgel eingeweiht, welche die Weise-Orgel ersetzte.
Michael Waldmann stiftete sein Wohnhaus bei der Kirche als Pfarrhaus. Von der Familie Wetzel wurde das Grundstück für den Bau der Kirche und einen Friedhof gestiftet.

## Beschreibung
Die Kirche ist ein gestelzter Saalbau mit einem abgewalmten Satteldach. Der Flankenturm ist mit einem Pyramidendach gedeckt.
Die Ausmalung der Kirche erfolgte durch den Regensburger Kirchenmaler Winkler (Themen sind die Vertreibung aus dem Paradies, die Schlüsselübergabe an Petrus und das Jüngste Gericht in der Apsis). In der Kirche sind die farbigen Glasfenster mit dem Kreuzweg Christi beachtenswert. Im Chorraum befindet sich eine holzgeschnitzte Herz-Jesu-Statue. Neben dem Taufstein findet sich eine Ikone des hl. Michael von den rumänischen Ikonenmalern Gavril und Mihai Morosan.
Im Mai/Juni 2002 hat der rumänische orthodoxe Freskomaler Grigorie Popescu in der Marienkapelle ein Fresko nach alter Malweise erstellt. Das Jesuskind in der Mitte des Bildes liegt auf den Armen Mariens, beide umgibt ein Strahlenkranz der Sonne; der Mond zu ihren Füßen deutet auf das „Große Zeichen am Himmel“ der Apokalypse hin.

## Glocken
Vier Läuteglocken in der Tonfolge c2–e2–g2–a2 (277 kg, 146 kg, 86 kg und 64 kg) befinden sich im Turm. Sie sind Teil eines insgesamt 12-stimmigen Glockenspiels, das von der Initiativgruppe Glockenspiel gestiftet und in Federführung von Familie Heimerl ausgeführt wurde. Alle Glocken wurden zusammen mit der neuen Glockenausstattung im Jahr 1980 von der Glockengießerei Perner in Passau gegossen. Die Lieder können vom Orgeltisch aus gespielt werden, zudem sind 52 automatisch anspielbare Lieder vorhanden.